# Abhinavagupta
Abhinavagupta var en indisk filosof. Han blev født i Kashmir omkring år 960 og døde omkring år 1020.
| filosofi | Spire Denne filosofiartikel er en spire som bør udbygges. Du er velkommen til at hjælpe Wikipedia ved at udvide den. |